# Samaris
Samaris est un groupe islandais de musique électronique. Il se compose de Áslaug Rún Magnúsdóttir (clarinette), Þórður Kári Steinþórsson (instruments électroniques) et Jófríður Ákadóttir (chant),.

## Histoire
Après s'être formé en janvier 2011, Samaris participe et remporte le concours Músíktilraunir 2011. Steinþórsson remporte également le prix Clavier/Programmeur. Par la suite, le groupe sort son EP Hljóma Þú (2011), qui remporte le prix islandais Kraumur. En août 2011, Samaris participe à un événement du Stage Europe Network aux Pays-Bas, réunissant des artistes de Norvège, des Pays-Bas, de Pologne, de France, d'Allemagne et d'Islande. En octobre 2011, Samaris se produit au festival Iceland Airwaves.
Un autre EP auto-produit, Stofnar falla, suit en 2012 avant que le groupe ne signe avec One Little Indian Records. Le groupe se produit au festival Iceland Airwaves en 2012.
Le premier album éponyme de Samaris sort en juillet 2013, combinant les titres de leurs deux EP précédents ainsi que quatre remixes, avec des critiques généralement favorables. L'album mêle leur musique avec des paroles tirées de poèmes islandais du XIXe siècle,. L'album suivant, Black Lights (2016), qui est enregistré à Berlin l'année précédente, marque leur passage à la musique en anglais. Il est précédé par la sortie du single Wanted 2 Say en avril 2016. En 2017, la chanteuse Jófríõur Ákadóttir apparaît sur le single de Low Roar, Bones, extrait de leur prochain album Once In A Long, Long While. 

## Discographie

### Albums studio
- 2011 : Samaris (One Little Indian)
- 2014 : Silkidrangar (One Little Indian)
- 2015 : Silkidrangar Sessions (One Little Indian)
- 2016 : Black Lights (Little Indian)[13]

### EP
- 2011 : Hljóma Þú
- 2012 : Stofnar falla

### Singles
- 2013 : Góða tungl (One Little Indian)
- 2013 : Viltu vitrast (One Little Indian)
- 2014 : Ég vildi fegin verða (One Little Indian)
- 2014 : Brennur Stjarna (One Little Indian)
- 2016 : Wanted 2 Say (One Little Indian)